# Carl Wayne
Carl Wayne (18. srpna 1943, Birmingham – 31. srpna 2004, Birmingham), vlastním jménem Colin David Tooley, byl britský zpěvák a herec, známý hlavně jako člen rockové skupiny The Move ve druhé polovině 60. let.
Svoje první písničky nahrál se skupinou The Vikings. V kapele The Move, kde působil jako hlavní zpěvák, se pohyboval od jejího počátku v roce 1965 do začátku roku 1970. V následujících letech rozvíjel svoji kariéru nejen jako zpěvák, ale i jako divadelní a filmový herec. V letech 2000 až 2004 zpíval ve skupině The Hollies. Zemřel v roce 2004 na rakovinu jícnu.